# Simuna
Koordinaten: 59° 3′ N, 26° 24′ O

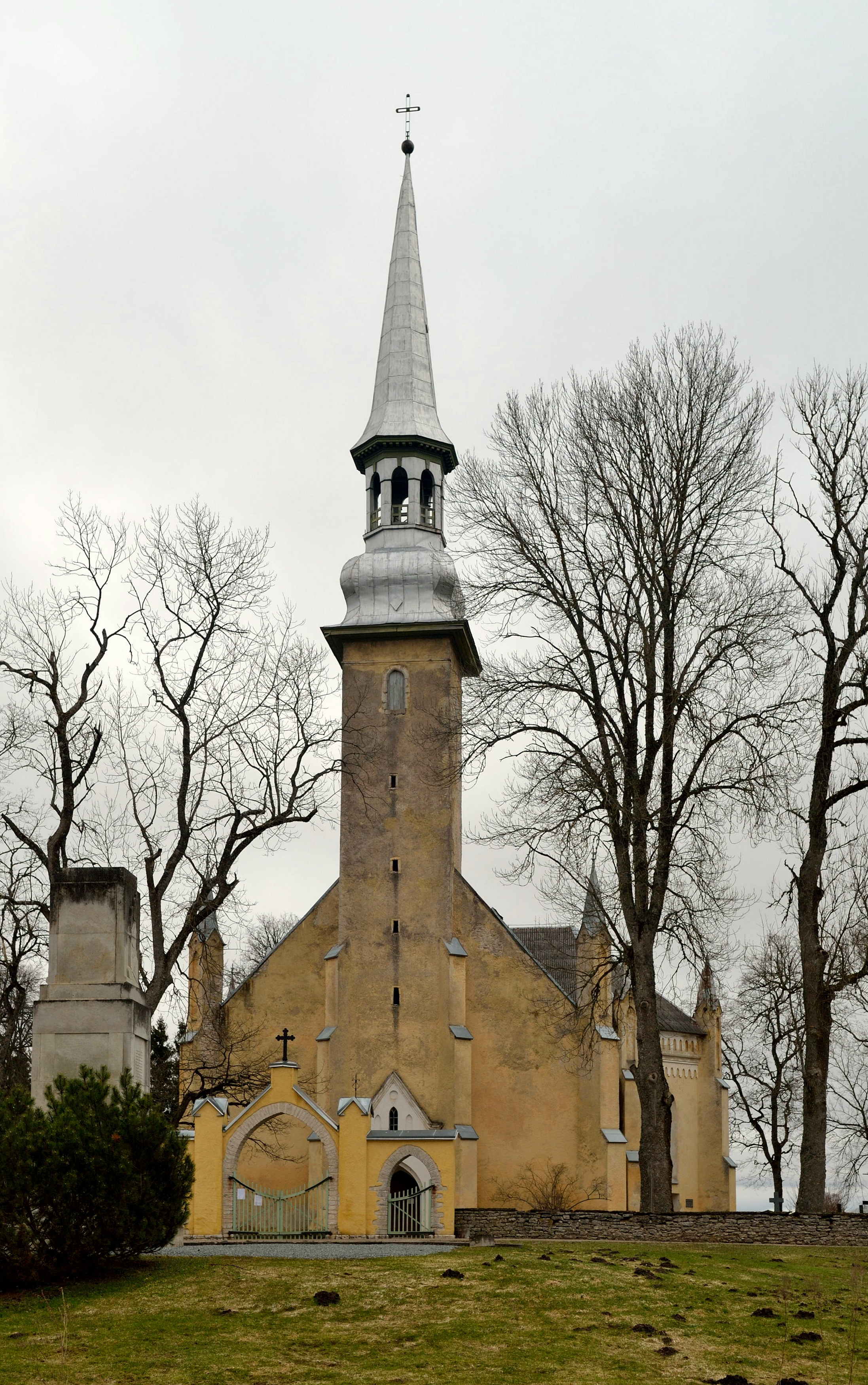
St. Simon und Judas Kirche von Simuna

Simuna (deutsch Sankt Simonis) ist ein Dorf (estnisch alevik) im estnischen Kreis Lääne-Viru. Es gehört seit 2005 zur Gemeinde Väike-Maarja. Simuna hat 383 Einwohner (Stand 31. Dezember 2011).

## Beschreibung und Geschichte
Simuna liegt im südöstlichen Bereich des Höhenzugs Pandivere, nahe der Erhebung Kellavere mägi (156 m). In der Nähe befinden sich die Katku-Quellen, bei denen der längste estnische Fluss, die Pedja (Pedja jõgi), entspringt.
Der ursprüngliche Name des Ortes war Katkuküla. Um die dortige St. Simon und Judas Kirche bildete sich das Anfang des 13. Jahrhunderts gegründete Kirchspiel Simuna (Simuna kihelkond).

## Kirche von Simuna
Das ursprüngliche, dreischiffige Gotteshaus stammte aus dem 15. Jahrhundert. Es wurde 1728/1729 (nach Zerstörungen im Nordischen Krieg) und 1885/1886 vollständig umgebaut. Charakteristisch ist der 53,3 m hohe Kirchturm. Von der öffentlich zugänglichen Aussichtsplattform bietet sich ein weiter Blick über die Umgebung.
Zu den bedeutenden Kunstwerken zählen der barocke Altar von Christian Ackermann (1684), die  barocke Kanzel (1724) und die Orgel des estnischen Meisters Gustav Normann (1889). Das Altargemälde vom Beginn des 19. Jahrhunderts ist ein Werk des in Dresden geborenen Malers Carl Sigismund Walther.
Die Kirche sowie das spätklassizistische Pastorat stehen unter Denkmalschutz.
Simuna ist das Heimatdorf zahlreicher Gelehrter wie des Mathematikers Magnus Georg Paucker (1787–1855), des Rechtswissenschaftlers und Historikers Julius von Paucker (1798–1856), des Theologen Hugo Richard Paucker (1807–1872) und des Politikers und Finanzexperten Leo Sepp (1892–1941).
Auf dem Friedhof von Simuna liegt der deutschbaltische Maler Carl Timoleon von Neff (1804–1877) begraben. Auch der deutschbaltische Pfarrer und evangelische Märtyrer Walther Paucker (1878–1919) wurde hier beigesetzt.

## Struve-Denkmal
Etwa 800 m östlich von Simuna befindet sich ein Denkmal für den deutschen Astronomen Friedrich Georg Wilhelm Struve (1793–1864), unter dessen Leitung der Erdball vermessen wurde. Einer der wichtigen Messpunkte befand sich bei Simuna.